# Relais de la flamme olympique 2008
Pour les articles homonymes, voir Relais de la flamme olympique.
Le relais de la flamme olympique 2008 est parti le 25 mars 2008 d'Olympie en Grèce, pour se conclure 130 jours plus tard le 8 août 2008 à Pékin en Chine à l'occasion de la cérémonie d'ouverture des Jeux olympiques d'été de 2008. Cette tradition du relais de la flamme olympique remonte aux Jeux olympiques d'été de 1936 à Berlin. 
La flamme olympique 2008 est acheminée à travers plus de 130 villes des cinq continents, parcourant près de 137 000 kilomètres au total. Durant son périple, la torche olympique sera acheminée sur le « toit du monde », l'Everest. Le tracé imaginé se veut, à l'image de la route de la soie, un lien entre l'Orient et l'Occident. Il permet également de faire parvenir la flamme dans des pays n'ayant jamais accueilli les Jeux olympiques, dont une majorité de nations asiatiques.
Des incidents ont marqué différentes étapes de ce relais 2008 de la flamme olympique. Ce fut le cas, en particulier, lors de l'allumage de la torche à Olympie le 24 mars, puis lors de son passage à Londres le 6 avril, à Paris le 7 avril et dans une moindre mesure à San Francisco le 9 avril et Buenos Aires le 11 avril.

## La torche

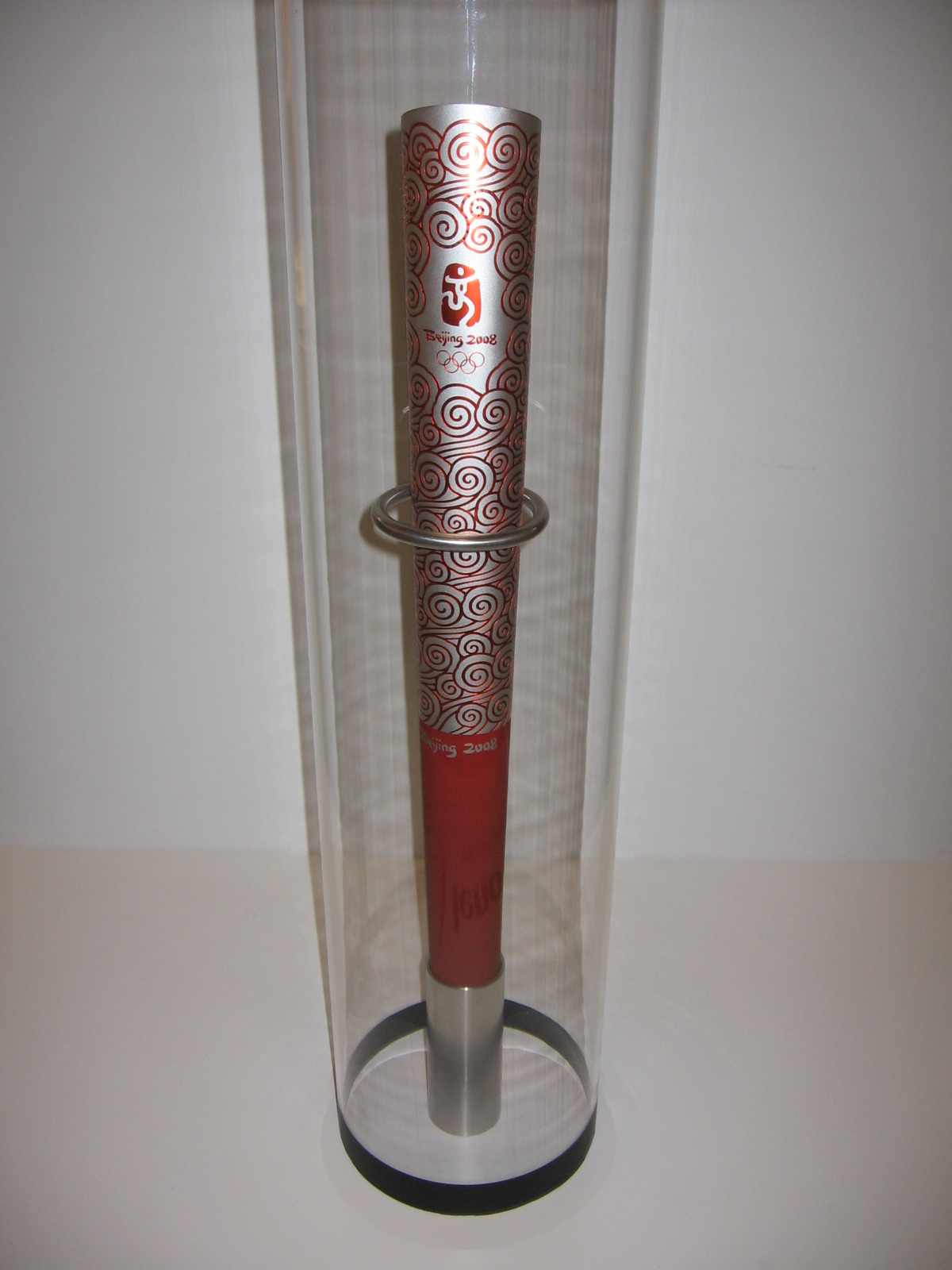
La torche olympique exposée à Vilnius le 16 février 2008.

La torche olympique dont la forme est inspirée des rouleaux traditionnels chinois, utilise un motif que l'on trouve sur les anciennes poteries appelés « nuage de bon augure » ou « nuage de bonheur ». Conçue par le groupe Lenovo dans un alliage aluminium-magnésium, elle pèse un peu moins d'1 kg (985 grammes) et mesure 72 cm en hauteur. La torche est élaborée pour que le feu reste allumé avec un vent jusqu'à 65 km/h et une pluie jusqu'à 50 mm/h[réf. nécessaire]. La torche peut rester allumée pendant 15 minutes.

## Route internationale

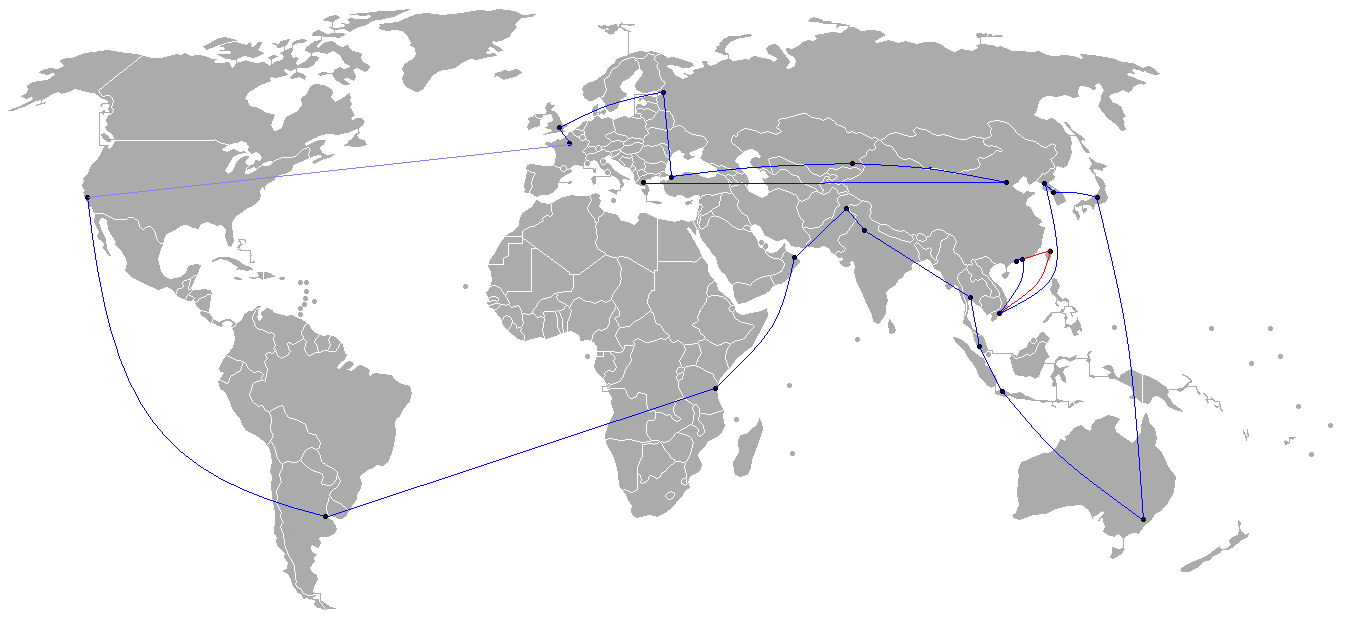
Le parcours de la flamme à travers six continents. En rouge, le relais de Taipei, annulé.

| \| Date \| Villes \| Pays \| \| ---------- \| --------------------------- \| ------------- \| \| 25 mars \| Olympie \| Grèce \| \| 24-29 mars \| \| Grèce \| \| 31 mars \| Cérémonie d'accueil à Pékin \| Chine \| \| 2 avril \| Almaty \| Kazakhstan \| \| 3 avril \| Istanbul \| Turquie \| \| 5 avril \| Saint-Pétersbourg \| Russie \| \| 6 avril \| Londres \| Royaume-Uni \| \| 7 avril \| Paris \| France \| \| 9 avril \| San Francisco \| États-Unis \| \| 11 avril \| Buenos Aires \| Argentine \| \| 13 avril \| Dar es Salam \| Tanzanie \| \| 14 avril \| Mascate \| Oman \| \| 16 avril \| Islamabad \| Pakistan \| \| 17 avril \| New Delhi \| Inde \| \| 19 avril \| Bangkok \| Thaïlande \| \| 21 avril \| Kuala Lumpur \| Malaisie \| \| 22 avril \| Jakarta \| Indonésie \| \| 24 avril \| Canberra \| Australie \| \| 26 avril \| Nagano \| Japon \| \| 27 avril \| Séoul \| Corée du Sud \| \| 28 avril \| Pyongyang \| Corée du Nord \| \| 29 avril \| Hô Chi Minh-Ville \| Viêt Nam \| \| 2 mai \| Hong Kong \| Hong Kong \| \| 3 mai \| Macao \| Macao \| |                             |               |
| Date | Villes                      | Pays          |
| 25 mars | Olympie                     | Grèce         |
| 24-29 mars |                             | Grèce         |
| 31 mars | Cérémonie d'accueil à Pékin | Chine         |
| 2 avril | Almaty                      | Kazakhstan    |
| 3 avril | Istanbul                    | Turquie       |
| 5 avril | Saint-Pétersbourg           | Russie        |
| 6 avril | Londres                     | Royaume-Uni   |
| 7 avril | Paris                       | France        |
| 9 avril | San Francisco               | États-Unis    |
| 11 avril | Buenos Aires                | Argentine     |
| 13 avril | Dar es Salam                | Tanzanie      |
| 14 avril | Mascate                     | Oman          |
| 16 avril | Islamabad                   | Pakistan      |
| 17 avril | New Delhi                   | Inde          |
| 19 avril | Bangkok                     | Thaïlande     |
| 21 avril | Kuala Lumpur                | Malaisie      |
| 22 avril | Jakarta                     | Indonésie     |
| 24 avril | Canberra                    | Australie     |
| 26 avril | Nagano                      | Japon         |
| 27 avril | Séoul                       | Corée du Sud  |
| 28 avril | Pyongyang                   | Corée du Nord |
| 29 avril | Hô Chi Minh-Ville           | Viêt Nam      |
| 2 mai | Hong Kong                   | Hong Kong     |
| 3 mai | Macao                       | Macao         |

### Départ à Olympie
Le 24 mars 2008, la flamme olympique a été allumée à Olympie (Grèce), où avaient lieu les Jeux olympiques antiques. L'actrice Maria Nafpliotou (en), dans le rôle de la grande prêtresse, alluma la torche du premier porteur de la flamme, le médaillé d'argent en taekwondo aux Jeux olympiques d'été de 2004, le Grec Aléxandros Nikolaïdis, qui donna la flamme au second porteur de la torche, championne olympique en brasse de la même année, la chinoise Luo Xuejuan.
La cérémonie d'allumage de la torche, le 24 mars, fut perturbée par trois protestataires membres de Reporters sans frontières, dont le secrétaire général du mouvement Robert Ménard. Ils furent appréhendés après avoir déroulé une banderole et crié des slogans appelant à boycotter les Jeux.

### Passage à Londres

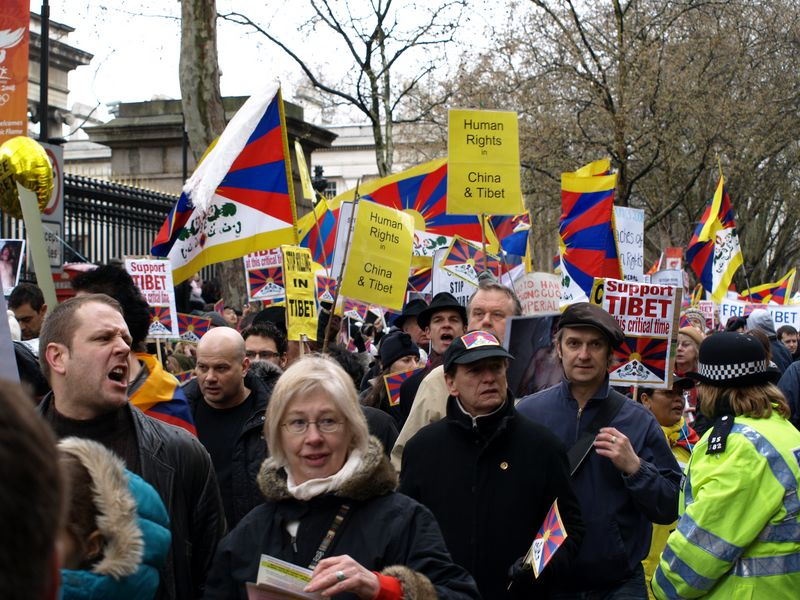
Manifestants au relais de la torche olympique à Londres

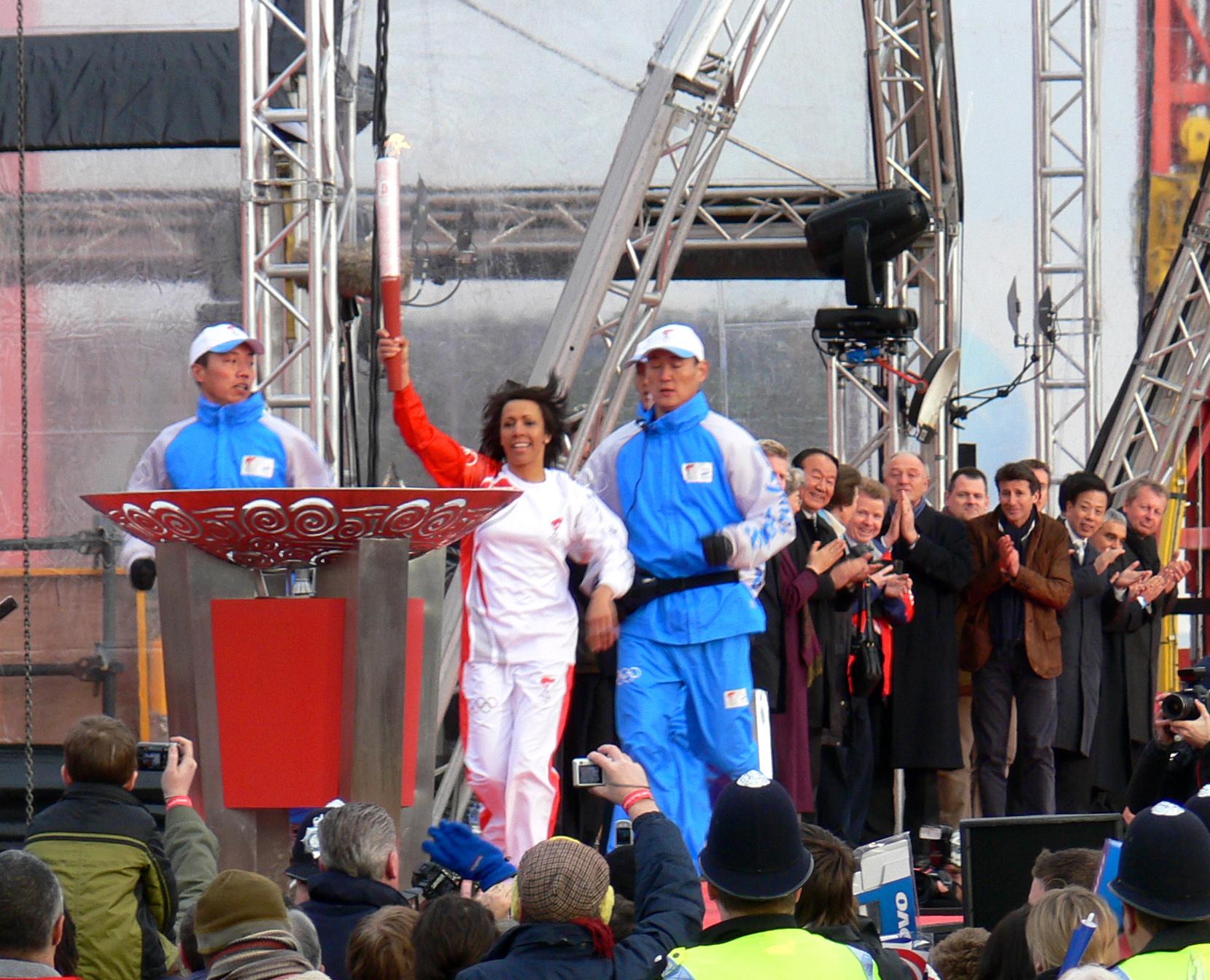
Arrivée de la flamme olympique à Londres, près de l'O2 Arena.

Organisé le 6 avril 2008, le relais de la flamme olympique a fait l'objet, en raison des troubles au Tibet en mars 2008, de nombreuses manifestations d'opposants aux politiques chinoises au Tibet, mais aussi au Darfour, et contraint les organisateurs à modifier légèrement le parcours de la flamme. Trente-sept personnes ont été interpellées et le comité d'organisation olympique chinois a dénoncé un « sabotage » de l'événement.
Le New York Times rapporte dans son édition du 8 avril que le même soir, l'Eurostar de Londres à destination de Paris a embarqué à son bord un fort contingent de défenseurs qui suivent le relais d'une ville à l'autre, dont des nonnes tibétaines emprisonnées en Chine pendant douze ans et des athlètes tibétains résidant en Suisse (« Tibet Team ») ; en outre des cars entiers de protestataires sont arrivés à Paris de Belgique et des Pays-Bas. Les défenseurs de la liberté du Tibet accompagnaient la « torche tibétaine de la liberté » portée par les nonnes de la prison de Drapchi.

### Passage à Paris

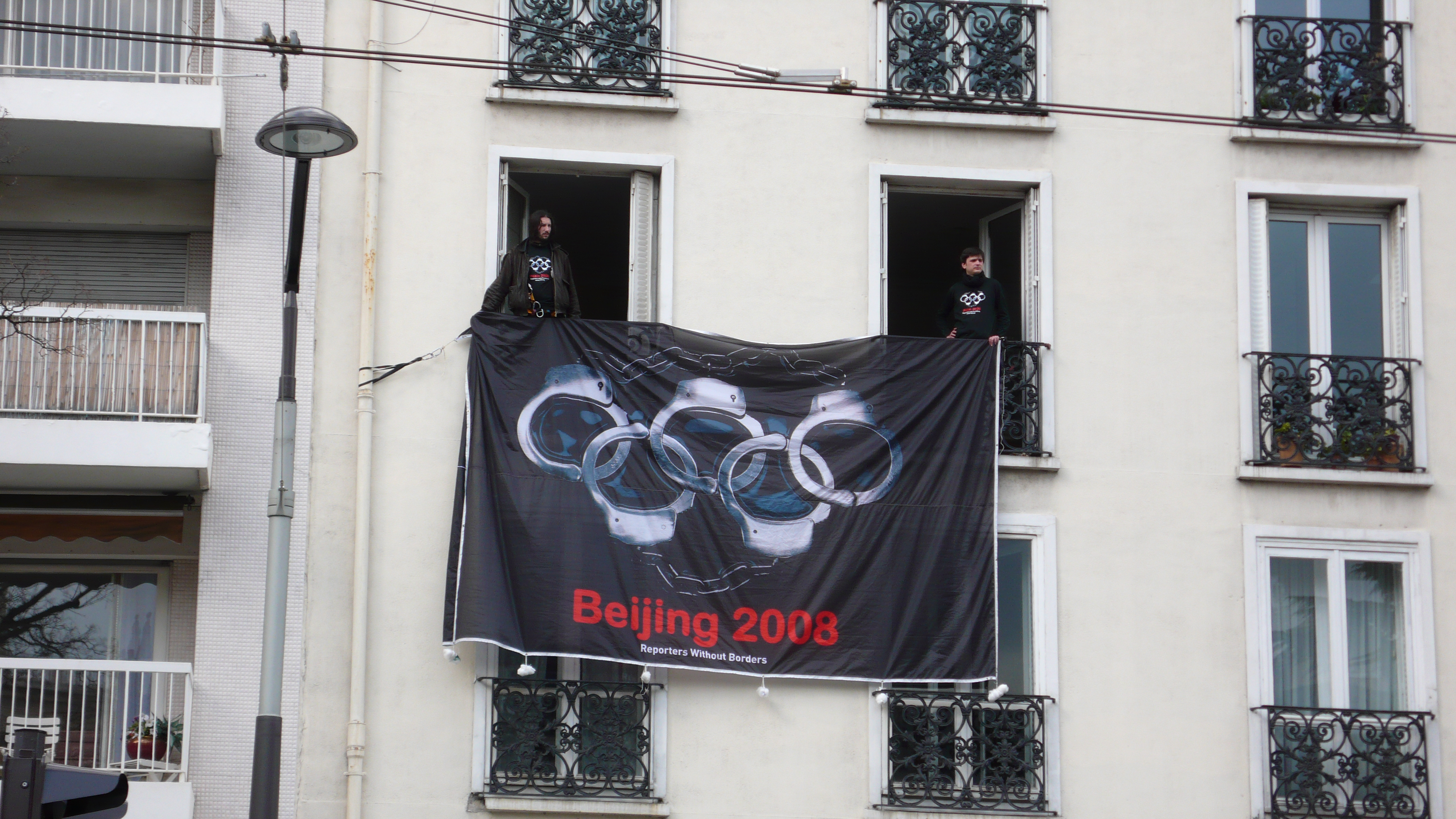
Manifestation à Paris en 2008 avec un drapeau de RSF représentant les anneaux olympiques sous forme de menottes accompagné de la mention « Beijing 2008 ».

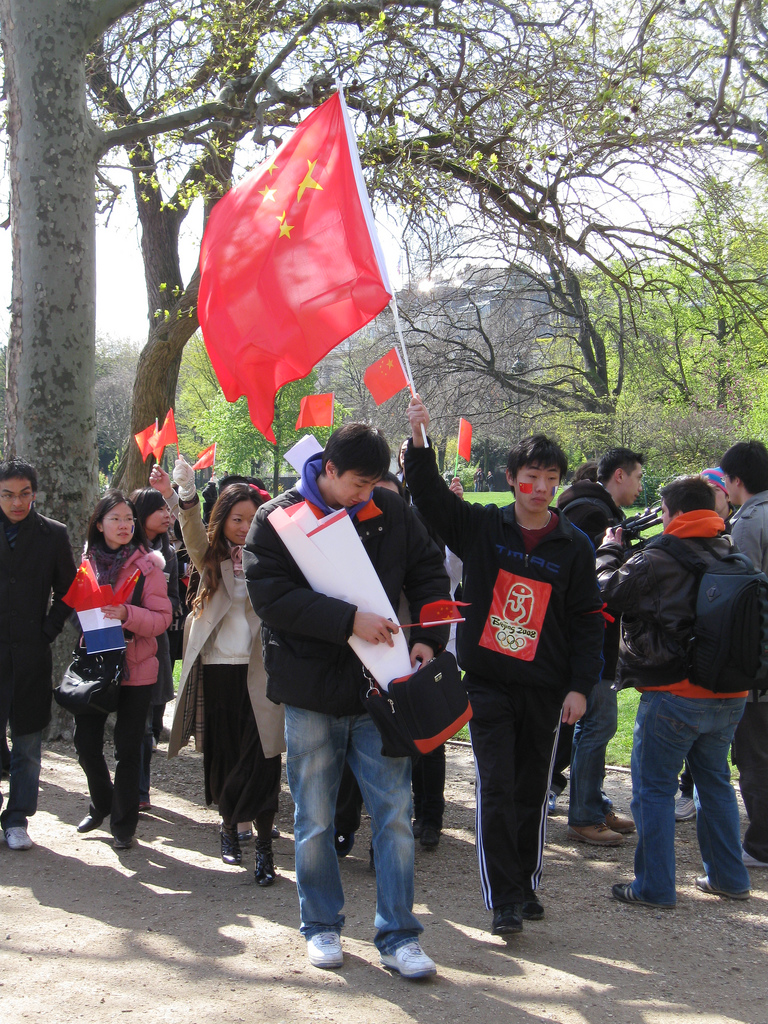
Près de la Tour Eiffel, jeunes Chinois venant assister au passage de la flamme olympique.

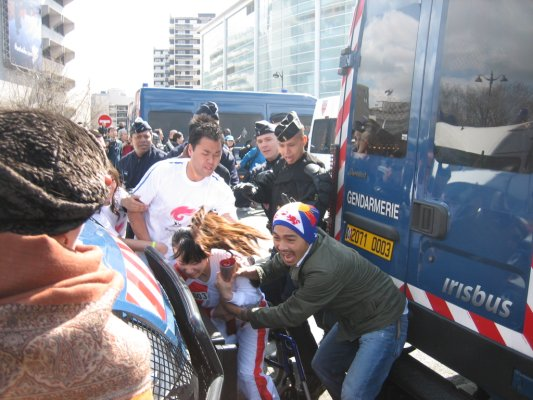
Manifestant essayant d'arracher la flamme des mains de l'athlète paralympique Jin Jing.

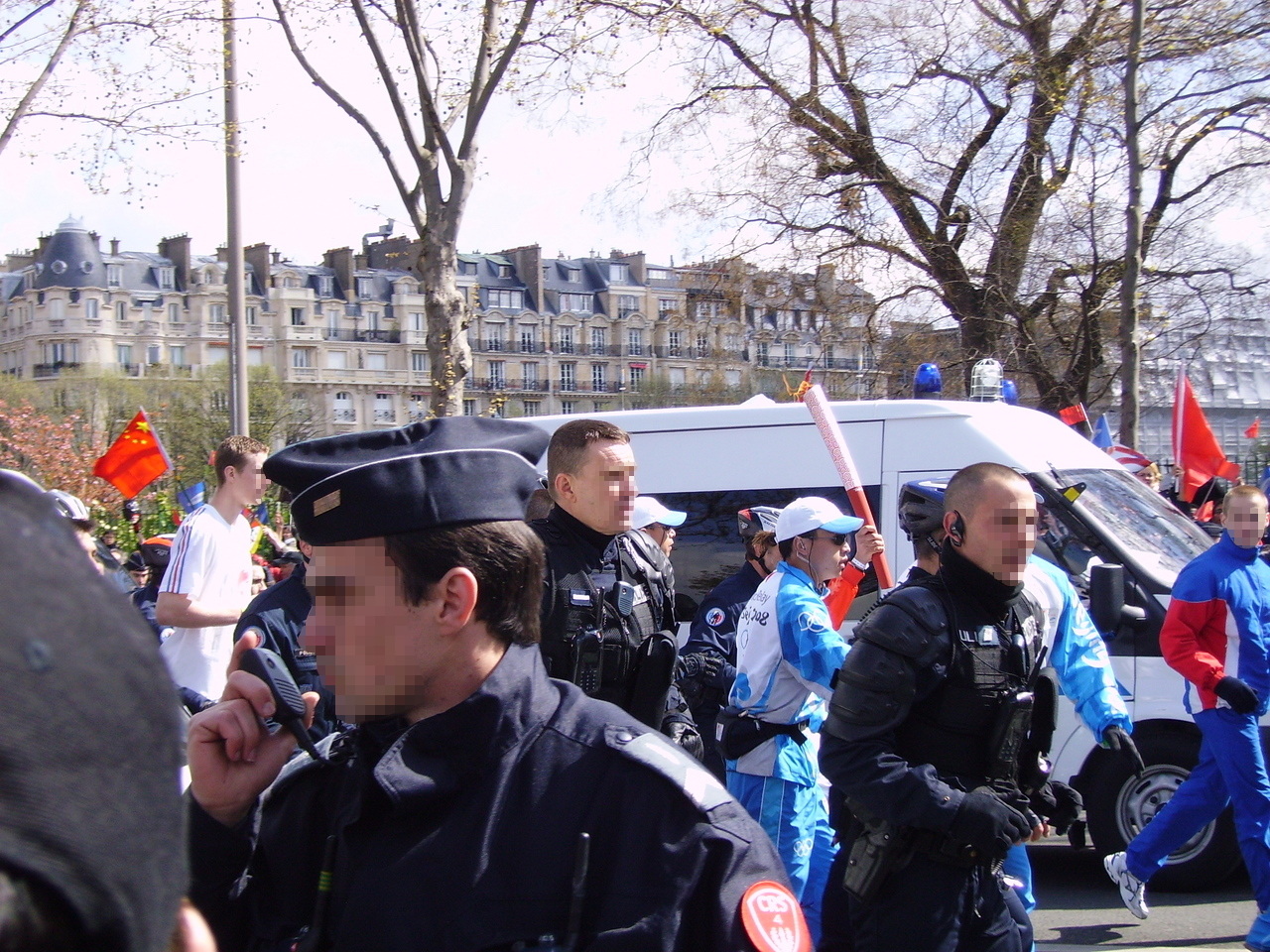
La flamme protégée par un cortège de pompiers et de policiers.

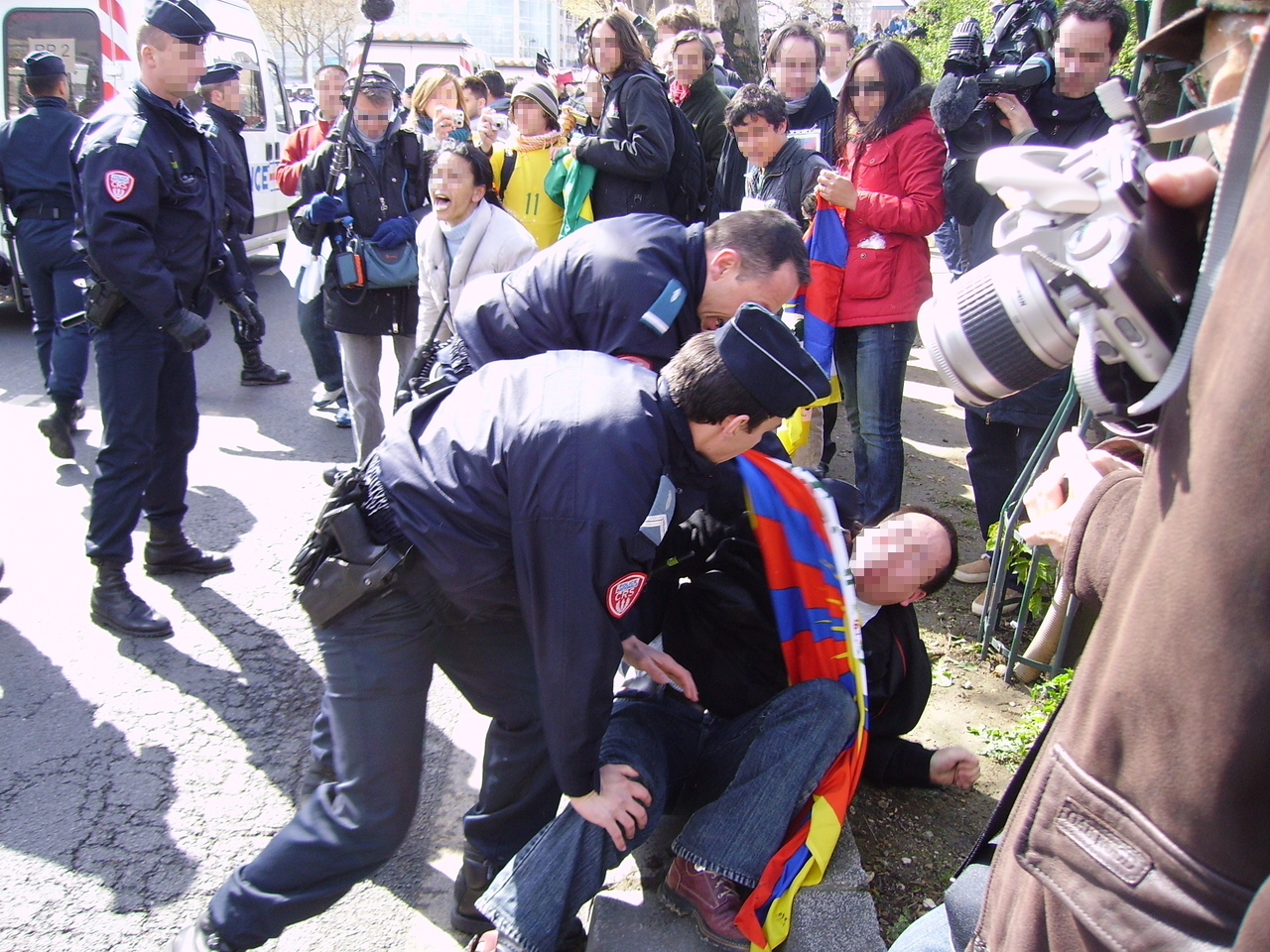
Interpellation d'un homme brandissant le drapeau des tibétains en exil.

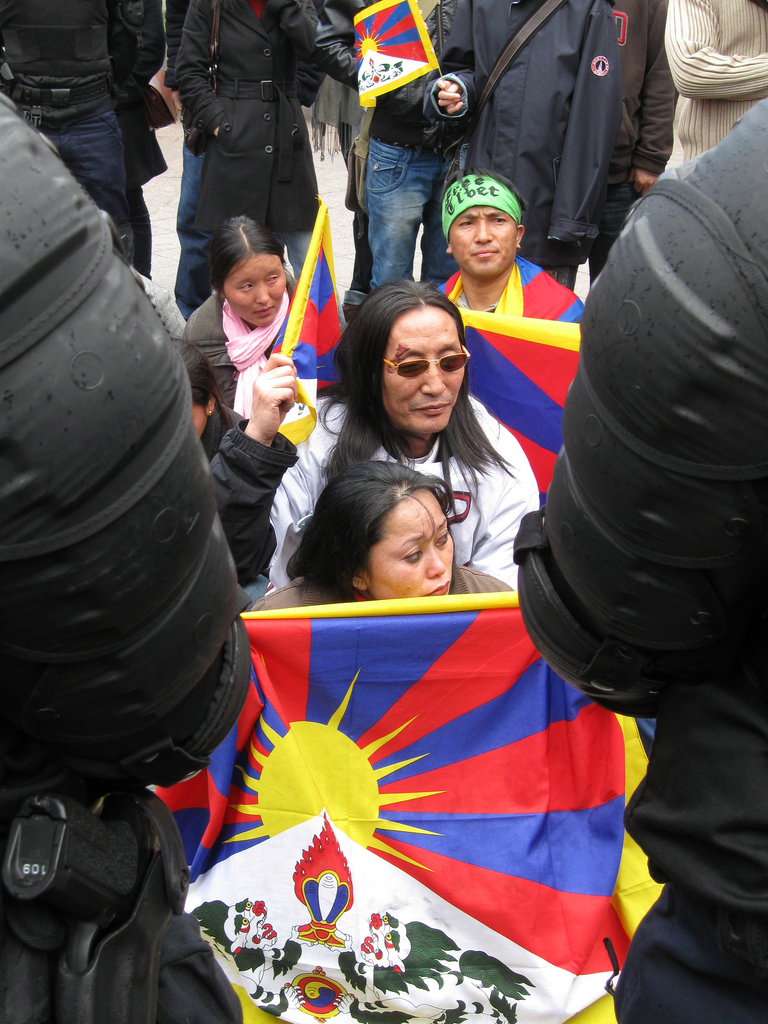
Manifestants maintenus à l'écart par un cordon de gendarmes, place de l'Hôtel de Ville.

Le parcours parisien de la flamme olympique, le long duquel s'étaient rassemblés de nombreux spectateurs, mais aussi des manifestants pro-tibétains, a été émaillé de tant d'incidents que la fête a été décrite comme un fiasco par plusieurs médias français. Au nombre de ces incidents, l'arrestation par la police d'un membre du parti des Verts, arrivant à la manifestation avec un extincteur.
Afin de manifester leur solidarité contre les violences récentes au Tibet, les athlètes français participant au relais de la flamme ont arboré un petit badge portant le slogan « pour un monde meilleur ».
Départ du premier étage de la Tour Eiffel à 12 h 30 le 7 avril 2008 sous haute sécurité puisque 3 000 policiers protègent le parcours de la flamme olympique portée par 80 athlètes français. Des manifestants tibétains ont bloqué le parcours de la flamme pratiquement dès son départ et interrompu le flux vidéo officiel diffusé par France Télévisions[réf. nécessaire]. La flamme a été transférée dans un bus sécurisé afin de permettre l'avancée du relais. D'après la préfecture de Paris, la torche olympique a été éteinte — mais pas la flamme — pour raison technique pendant quelques minutes avant de repartir[réf. nécessaire]. 
L'association Reporters sans frontières a hissé plusieurs de ses drapeaux (où figurent des menottes sur fond noir en lieu et place des anneaux olympiques sur fond blanc) en haut de la Tour Eiffel, sur l’avenue Marceau, sur les Champs-Élysées, sur le pont des Arts et sur le quai Malaquais, sur la façade de Notre-Dame de Paris et sur un immeuble près du stade Charléty.
Vers 15 h 30, le drapeau de l'administration centrale tibétaine et le drapeau à anneaux-menottes de RSF ont été déployés à la Mairie de Paris par six élus Verts. La cérémonie prévue à la Mairie de Paris en présence de Bertrand Delanoë a été annulée au dernier moment par les autorités chinoises. Cette annulation n'a fait l'objet d'aucun communiqué.
En pleine séance à l'Assemblée nationale, les députés ont arrêté leur travail et une quarantaine d'entre eux s'est rendue dehors, toutes tendances politiques confondues, au moment du passage de la flamme olympique, se rassemblant derrière une banderole où était inscrit « Respect des droits de l'homme en Chine ». Certains avaient des drapeaux tibétains, ils ont chanté La Marseillaise après avoir scandé « Liberté pour le Tibet ».
Selon l'agence Chine nouvelle, le troisième porteur de la torche lors de l’étape de Paris, la championne paralympique Jin Jing, qui se déplaçait dans un fauteuil roulant, a été agressée à plusieurs reprises par des manifestants favorables à l'indépendance du Tibet. Interrogée par la presse chinoise, Jin Jing a déclaré qu’on l’avait agrippée, griffée et gratifiée de coups de pied mais qu’elle avait fait abstraction de la peine sur le moment. Son courage a été célébré par les médias chinois.
La télévision chinoise a partiellement censuré les images montrant une opposition au parcours de la flamme olympique à Paris. La télévision chinoise CCTV a montré certains manifestants favorables à l'administration centrale tibétaine, insistant sur le qualificatif de « séparatistes », et affirmant que leurs actions ont entraîné de vives condamnations du public français et des Chinois en France.
Le Figaro estime qu'« à destination de 1350 millions de téléspectateurs chinois, l'affront fait à l'esprit olympique est uniquement l'affaire d'une minorité d'exilés tibétains amplifiée par une presse occidentale biaisée ».
La manifestation chinoise (le passage de la flamme olympique et les drapeaux chinois) a été autorisée par la préfecture. La contre-manifestation et les drapeaux tibétains devaient rester place du Trocadéro. Sur le parcours de la flamme, des policiers français ont confisqué ou arraché des drapeaux tibétains et autres signes de protestation comme des drapeaux de Reporters sans Frontières,. Ces actions ont entraîné une polémique le lendemain des événements, le député Jean-Christophe Lagarde s'interrogeant sur le fait de savoir si les Chinois avaient « donné des ordres à la police française ». La ministre de l'Intérieur Michèle Alliot-Marie a cependant démenti avoir interdit les drapeaux tibétains et a demandé l'ouverture d'une enquête administrative à ce sujet,. 
Le quotidien Le Figaro a pour sa part insisté sur le coût du dispositif policier (un hélicoptère, 3 vedettes fluviales, 65 motos, 100 véhicules, 3 000 agents) chiffré à 400 000 euros.
Vêtus de survêtements bleus et blancs, la garde de la flamme olympique, une unité de 70 hommes, dont 30 pour le parcours à l'étranger, est issue de la Police armée du peuple chinoise. Le porteur de flamme français David Douillet a déclaré à leur sujet : « J'appellerais ça plutôt des robots ou des chiens de garde, qui n'ont aucune humanité, vous bousculent, vous tarabustent, vous empêchent de courir, vous invectivent en chinois ». Pour l'ambassade de Chine en France, ces « escorteurs de la flamme dépendent du Centre du relais de la flamme olympique » et « leur présence relève d'une exigence du Comité international olympique et d'une pratique habituelle des jeux précédents ». 
Un événement marquant a ainsi eu lieu lors du passage de la flamme entre David Douillet et Teddy Riner, judoka lui aussi : un officiel chinois est intervenu pour éteindre la torche portée par Douillet, l'empêchant de fait d'effectuer le passage. Les raisons de ce geste n'ont pas donné lieu à des explications de la part des autorités chinoises.
Lors du parcours de la Flamme à Paris, les manifestations tibétaines, les incidents et les drapeaux tibétains exposés par la mairie de Paris, ont été vus en Chine, malgré la censure, tandis que RSF affirmait le contraire. Pour le sinologue Jean-Luc Domenach, la population chinoise a bien vu les manifestations pro-tibétaines à Paris et elle en a été très remontée (ne faisant pas le distinguo entre le gouvernement français et la mairie de Paris). Le 19 avril, des manifestations ont eu lieu en Chine contre l'attitude de la France vis-à-vis du Tibet et des J.O. Dans un communiqué, l'ambassadeur de France en Chine a précisé que la position du maire de Paris ne représentait pas celle du gouvernement français.

### Passage à San Francisco

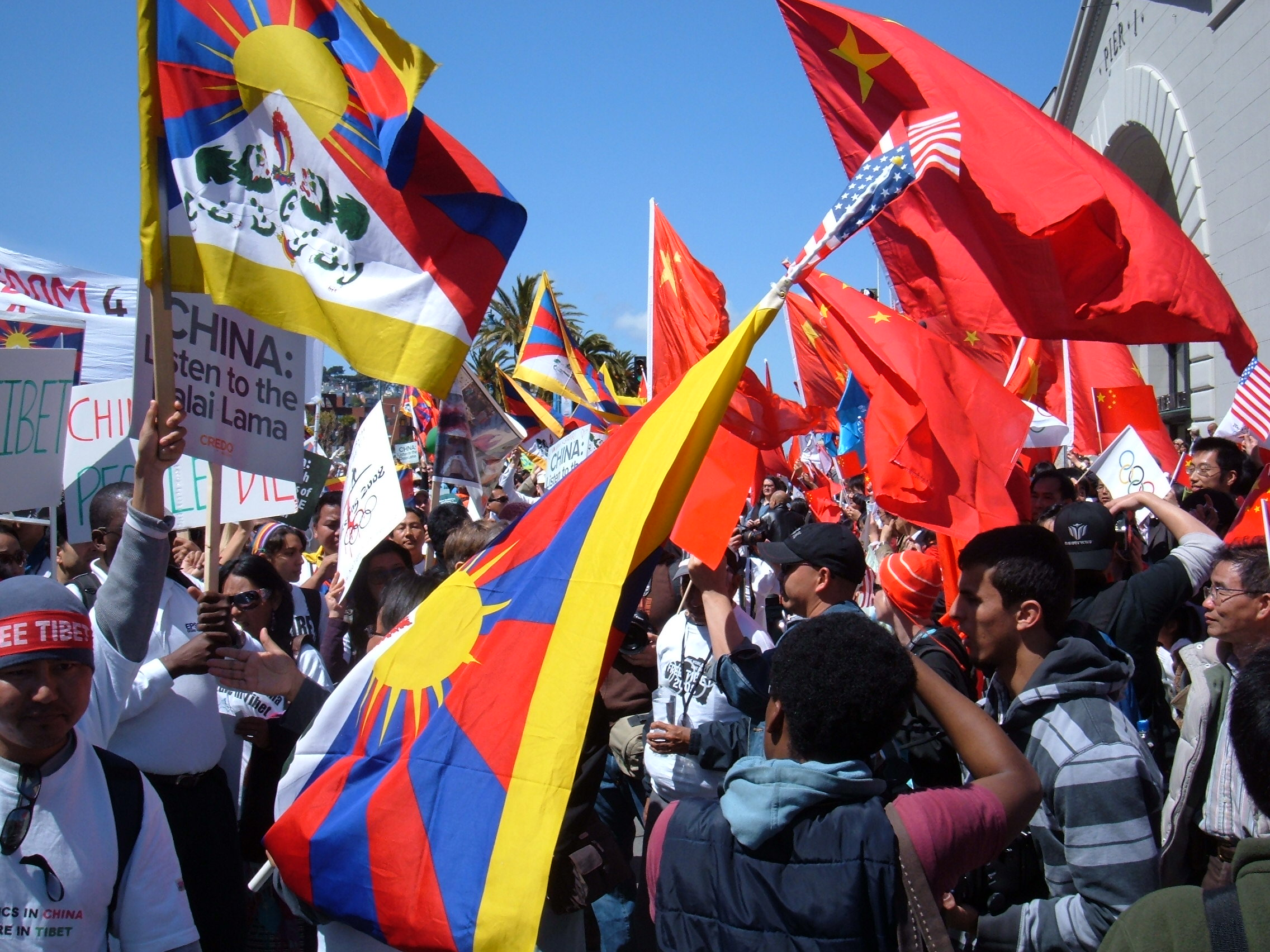
Une partie d'un groupe de manifestants solidaires du Tibet se déplaçant au sud le long de The Embarcadero (San Francisco) arrivant au contact de manifestants chinois.

En effet, face à l'afflux de militants pro-tibétain et pro–RPC sur la Ferry Plaza, il était impossible à la flamme d'emprunter l'itinéraire initial. Ce sont quelque 30 000 manifestants qui se sont rassemblés pour manifester le soutien ou bien au contraire la désapprobation des JO à Pékin.
Trois personnes ont été appréhendées après avoir fixé des drapeaux entre les câbles du Golden Gate bridge.[citation nécessaire]
Des sources tibétaines prétendent que des participants chinois auraient été payés par l'ambassade de Chine, et ne connaissaient pas la situation au Tibet.
Le Dalaï Lama a affirmé avoir essayé de freiner les manifestations lors du passage de la flamme à San Francisco « pour ne pas heurter la Chine ».

### Passage à Buenos Aires

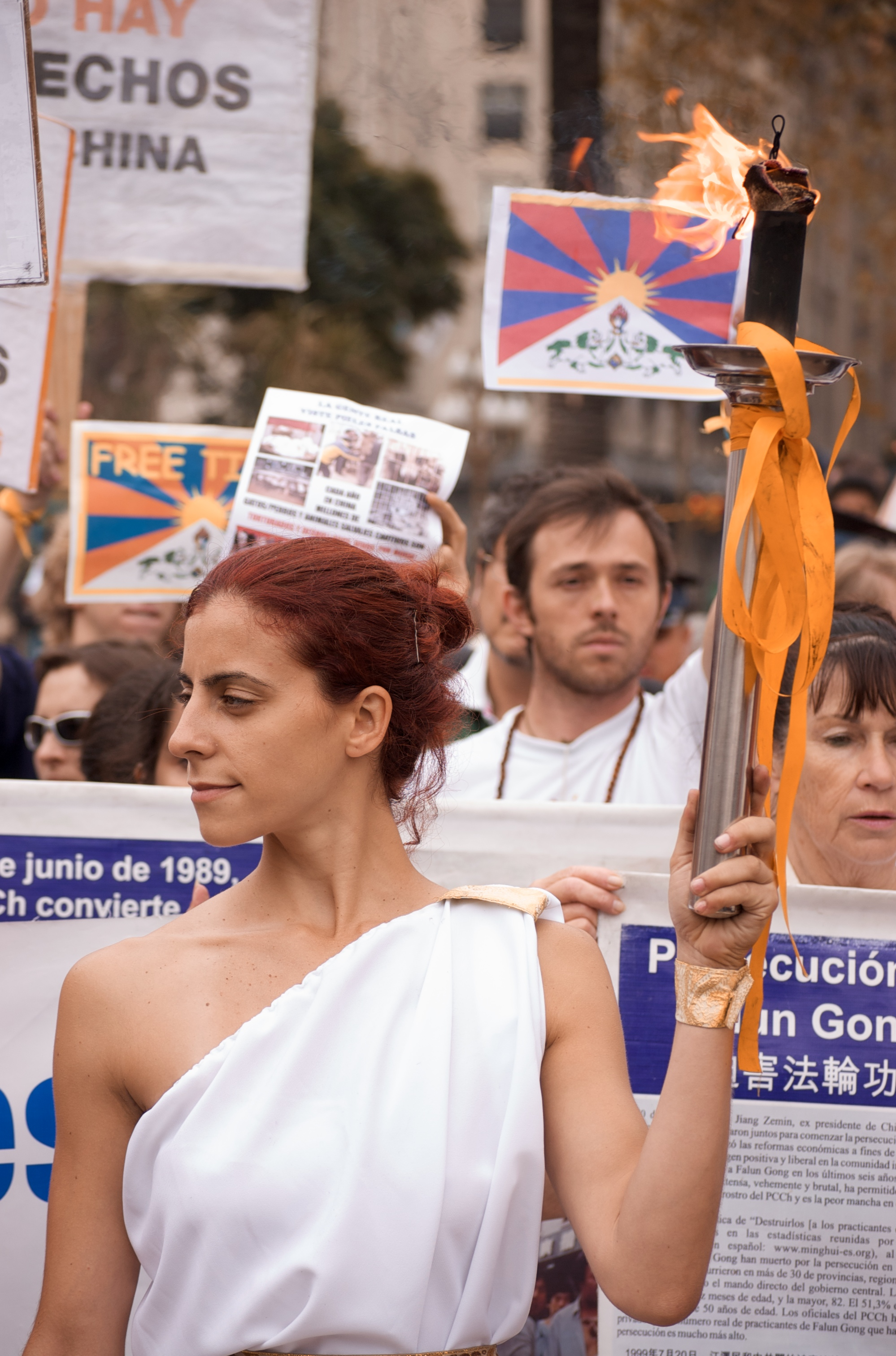
Buenos Aires : des manifestants au relais alternatif des Droits Humains, portant le drapeau du Tibet ou des pancartes de Falun Gong.

Grâce au déploiement d'importantes forces de sécurité, les athlètes argentins ont pu porter la torche à travers les rues de Buenos Aires sans être harcelés comme leurs homologues de Londres et de Paris. Cependant, plusieurs manifestants essayèrent vainement d'éteindre la flamme en jetant des ballons remplis d'eau à son passage. Des membres du mouvement Falun Gong organisèrent un relais alternatif, nommé « relais des droits humains ». Ils rapportèrent cette flamme des droits humains jusqu'à l'obélisque au centre de la ville. Le footballeur Diego Maradona avait refusé au dernier moment de porter la flamme (cf. infra).

### Passage à Dar es Salam
Wangari Maathai, prix Nobel de la paix en 2004, qui devait porter la torche olympique à Dar es Salam, a annoncé qu'elle ne le ferait pas, souhaitant ainsi « faire pression sur la Chine afin de régler les questions des droits de l'Homme » au Tibet, au Darfour et en Birmanie.

### Passage à Islamabad
La torche était à Islamabad pour la première fois de son histoire le 16 avril. Elle a été accueillie lors d'une cérémonie par le président Pervez Musharraf et le premier ministre Youssouf Raza Gilani. Jahangir Khan a été l'un des porteurs de la flamme. Des milliers de soldats et de policiers ont été mobilisés, les autorités craignant « des menaces de militants ou des manifestations anti-chinoises », d'après un journal australien, ou bien « un attentat islamiste », d'après la TSR. Le relais prévu à travers les rues d'Islamabad a été annulé, et la torche a fait simplement le tour de la piste du stade Jinnah.

### Passage à Séoul
Des incidents violents ont marqué le passage de la flamme à Séoul, capitale de la Corée du Sud, le 27 avril. Selon L'Express du 29 avril, « la presse sud-coréenne a dénoncé dans de virulents éditoriaux le comportement d'étudiants chinois ayant lancé des pierres sur des manifestants critiques à l'égard de Pékin, chargé les policiers, battu des défenseurs du Tibet et donné des coups de pied à un vieil homme » . À la suite de ces incidents, le ministre sud-coréen des Affaires étrangères aurait fait part de son inquiétude à l'ambassadeur de Chine à Séoul. En outre, Choi Seung-kook et Park Won-sun, qui devaient faire partie des 80 personnes choisies pour porter la torche, ont refusé de le faire, expliquant qu'ils souhaitaient ainsi protester contre la répression chinoise au Tibet.

### Passage à Pyongyang
Lors du passage de la flamme à Pyongyang, capitale de la Corée du Nord, le 28 avril, elle a été accueillie, selon Radio Canada, par des drapeaux chinois et des milliers de fleurs roses en papier, et par une foule qui scandait « Bienvenue ! » tout au long du parcours.

## Parcours en Chine
Après son arrivée en Chine, la flamme voyagea à travers ses villes et provinces. La première étape fut la province d'Hainan, le 4 mai 2008, et l'arrivée eut lieu le 8 août 2008 à Pékin pour la cérémonie d'ouverture.

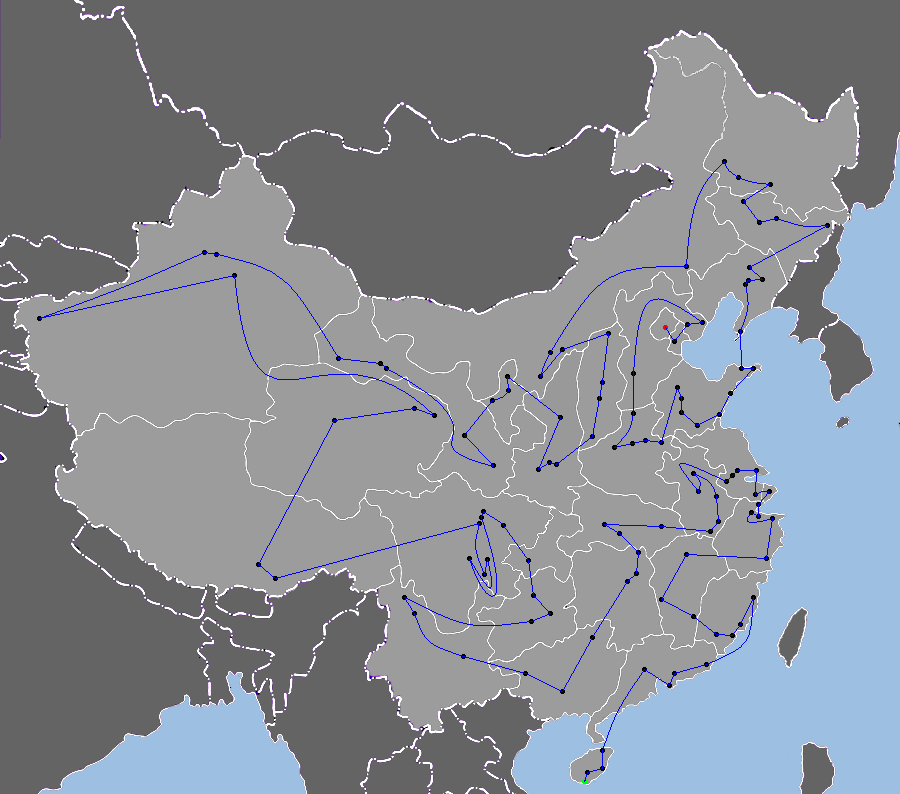
Le relais de la flamme à travers la Chine.

1. Hainan (Sanya, Wuzhishan, Wanning, Haikou)
2. Guangdong (Canton, Shenzhen, Huizhou, Shantou)
3. Fujian (Fuzhou, Quanzhou, Xiamen, Longyan)
4. Jiangxi (Ruijin, Jinggangshan, Nanchang)
5. Zhejiang (Wenzhou Ningbo, Hangzhou, Shaoxing, Jiaxing)
6. Shanghai
7. Jiangsu (Suzhou, Nantong, Taizhou, Yangzhou, Nankin)
8. Anhui (Hefei, Huainan, Wuhu, Jixi, Huangshan)
9. Hubei (Wuhan, Yichang, Jingzhou)
10. Hunan (Yueyang, Changsha, Shaoshan)
11. Guangxi (Guilin, Nanning, Baise)
12. Yunnan (Kunming, Lijiang, Shangri-La)
13. Guizhou (Guiyang, Kaili, Zunyi)
14. Chongqing
15. Sichuan (Guang'an, Mianyang, Guanghan, Leshan, Zigong, Yibin, Chengdu)
16. Tibet (Shannan, Lhassa)
17. Qinghai (Golmud, Lac Qinghai, Xining)
18. Xinjiang (Ürümqi, Kachgar, Shihezi, Changji)
19. Gansu (Dunhuang, Jiayuguan, Jiuquan, Tianshui, Lanzhou)
20. Ningxia (Zhongwei, Wuzhong, Yinchuan)
21. Shaanxi (Yan'an, Yangling, Xianyang, Xi'an)
22. Shanxi (Yuncheng, Pingyao, Taiyuan, Datong)
23. Mongolie-Intérieure (Hohhot, Ordos, Baotou, Chifeng)
24. Heilongjiang (Qiqihar, Daqing, Harbin)
25. Jilin (Songyuan, Changchun, Jilin, Yanji)
26. Liaoning (Shenyang, Benxi, Liaoyang, Anshan, Dalian)
27. Shandong (Yantai, Weihai, Qingdao, Rizhao, Linyi, Qufu, Tai'an, Jinan)
28. Henan (Shangqiu, Kaifeng, Zhengzhou, Luoyang, Anyang)
29. Hebei (Shijiazhuang, Qinhuangdao, Tangshan)
30. Tianjin
31. Pékin

### Passage au Tibet
La flamme olympique a parcouru Lhassa le 21 juin 2008, devant une assistance composée uniquement d'invités. Lors de la cérémonie marquant la fin du parcours sur la place du palais du Potala, le responsable du Parti communiste au Tibet, Zhang Qingli, a prononcé un discours très politique dans lequel il affirma notamment : « Le ciel du Tibet ne changera jamais et le drapeau rouge aux cinq étoiles flottera à jamais au-dessus de lui », et « Nous briserons sans aucun doute les intrigues de la clique du dalaï-lama ». Zhang Qingli aurait aussi déclaré devant le palais du Potala : « Afin de glorifier davantage l'esprit olympique, nous devons fermement écraser les complots de la clique du dalaï-lama et des forces étrangères hostiles qui cherchent à ruiner les Jeux olympiques de Pékin », entraînant les regrets du CIO. Un autre chef du parti communiste chinois, Qin Yizhi (en), a appelé à « écraser les partisans de la clique du dalaï-lama ».

## Refus de porter la torche
Outre les diverses manifestations – pour les droits de l'homme, pour le Tibet, ou encore pro-chinoises –, perturbations et violences qui ont marqué le relais international de la flamme, un ou plusieurs porteurs de la flamme (sur les 80 de chaque relais)  à Londres, Buenos Aires, Dar es Salaam, New Delhi, Bangkok, Canberra et Séoul, se sont retirés de l'évènement, exprimant leur volonté de se joindre par là à divers aspects des protestations contre les actions des autorités chinoises.
Ainsi, à Londres, trois porteurs de la torche se sont déprogrammés avant l'évènement. La comédienne Francesca Martinez déclara qu'elle prenait position en faveur de la « cause tibétaine », et appela les autres porteurs de la torche à refuser comme elle de participer,. Le joueur de badminton Richard Vaughan annonça qu'il ne porterait pas la torche, afin d'attirer l'attention sur les « questions humanitaires », et d'inciter la Chine à faire plus pour le Darfour,,. Le vice-directeur général de la BBC Mike Byford, pour sa part, décida qu'il serait "inapproprié" qu'il participe, puisque son métier pourrait l'amener à prendre position.
À Buenos Aires, Diego Maradona retarda son retour du Mexique apparemment pour éviter la controverse. 
À Dar es Salaam, Wangari Muta Maathai annonça qu'elle ne porterait pas la torche, et ce pour « faire pression sur la Chine afin de régler les questions des droits de l'Homme » au Tibet, au Darfour et en Birmanie.
À New Delhi, cinq porteurs de la torche se retirèrent de l'évènement : Baichung Bhutia pour protester contre la répression au Tibet, Rahul Gandhi sans citer de raison précise,, Sachin Tendulkar officiellement pour cause de blessure, bien que la presse occidentale l'ait comparé aux protestataires, Soha Ali Khan pour de « très fortes raisons personnelles »,, et Kiran Bedi, qui déclara qu'elle refusait de courir « comme une femme en cage » entourée par les escorteurs chinois,.
À Bangkok, parmi les personnalités des mondes du sport et des affaires devant participer au relais, il y eut une absence notable : l'écologiste Narisa Chakrapongee, qui refusa de porter la torche, expliquant qu'elle souhaitait protester contre la répression chinoise au Tibet. 
À Canberra, l'activiste sociale Lin Hatfield Dodds se retira, déclarant qu'elle voulait ainsi protester contre les violations des droits de l'homme au Tibet. 
Enfin, à Séoul, l'écologiste Choi Seung-kook et l'avocat Park Won-sun se déprogrammèrent afin, expliquèrent-ils, de protester contre la répression chinoise au Tibet.

## Le relais dans les médias occidentaux et les médias chinois
Les reportages des médias chinois à propos du relais de la flamme olympique se distinguent de plusieurs manières de ceux des médias occidentaux. Ainsi, par exemple, les interventions de Robert Ménard et de Reporters sans frontières ayant perturbé la cérémonie d'allumage de la torche en Grèce ont été commentées en Occident, mais n'ont pas été mentionnées dans les médias chinois, ce qui a été relevé par divers médias occidentaux,. En retour, des internautes chinois ont accusé les médias occidentaux de mensonges et de propagande lors de leurs reportages sur le relais de la flamme et sur la situation au Tibet, donnant comme exemples une image de CNN qui présente une ambulance comme étant un véhicule militaire ou des médias allemands qui font passer des photos de la police népalaise battant des manifestants au Népal pour des actes commis au Tibet par la police chinoise,,.
À la suite des manifestations sur le Tibet et sur les droits de l'homme pendant les relais, les médias chinois ont attiré l'attention sur les manifestants les plus violents et ont présenté comme très minoritaires les « sécessionnistes tibétains » et « soi-disant activistes des droits de l’homme, membres d’ONG », qui seraient « déterminés à saboter les Jeux olympiques de Pékin » ,. Les médias chinois ne mentionnent aucunement les manifestants pacifiques, et n'interviewent aucun manifestant quel qu'il soit. D'un autre côté, les médias chinois ont publié des articles consacrés aux foules qui ont exprimé leur soutien pour le passage de la torche, aspect qui était en contre-partie minimisé voire ignoré par plusieurs médias occidentaux. Le People's Daily parle de « dizaines de milliers de Parisiens » enthousiastes, heureux et fiers d'accueillir la torche olympique à Paris. Le comité chinois d'organisation des Jeux mentionne les « visages souriants des personnes âgées, des enfants et des artistes » dans les rues de Londres lors du passage de la torche.
Xinhua et la Télévision centrale de Chine (CCTV) ont cité des spectateurs des relais qui condamnent « l’entrave faite au relais de la torche olympique par des séparatistes tibétains » ,,, bien plus que ne le font les médias occidentaux, mais n'ont pas présenté le point de vue des manifestants en opposition, ni mentionné le soutien dont ils ont pu bénéficier auprès d'une partie du public. Les médias chinois ont davantage cité des athlètes qui expriment leur fierté à porter la torche que les médias occidentaux, et n'ont pas cité les athlètes relayeurs qui ont exprimé leur soutien pour les manifestants ou qui, tels Baichung Bhutia en Inde, se sont retirés du relais pour protester contre les violations des droits de l'homme au Tibet.  Xinhua a décrit les manifestants comme étant des « radicaux » qui « foulent aux pieds les droits de l'homme » et dont les actes sont condamnés par « les peuples du monde qui aiment de tout cœur l'esprit olympique » .
Une des divergences les plus remarquées entre les médias occidentaux et chinois a été la place accordée par les uns et les autres à la tentative d'un homme portant le drapeau du Tibet d'arracher la torche des mains de la relayeuse chinoise en fauteuil roulant Jin Jing à Paris. Les médias chinois ont consacré à celle-ci des dizaines d'articles, louant son courage face à son agresseur tibétain,,. Le comité chinois d'organisation du relais de la torche a lui aussi consacré de nombreux articles à Jin, la décrivant comme « héroïne »  et un « ange » . À l'inverse, les médias occidentaux ont très peu mentionné cette citoyenne chinoise, malgré l'affirmation de ce même comité qui déclare que « l’athlète paralympique chinoise Jin Jing a fortement attiré l’attention des médias » . Plusieurs jours après les événements, la presse française a rapporté que les médias chinois « encensent [Jin] depuis une semaine » , et qu'elle est devenue « une héroïne et un symbole de patriotisme dans son pays »  — patriotisme qui s'accompagne parfois, selon Le Monde, d'une « campagne antifrançaise » .
Une journaliste du Times suggère que « certaines méthodes des médias [chinois] rappellent même, un peu, la révolution culturelle, lorsque des organes de propagande étaient capables de modeler le public, de générer en lui une rage frénétique en réaction à un sujet choisi » . Dans le même sens, le journal The Globe and Mail affirme que les médias chinois ont instrumentalisé les manifestations en Occident lors du passage de la torche — et notamment l'incident concernant Jin Jing — pour susciter une colère anti-occidentale chez les Chinois, renforcer leur loyauté envers le Parti, et présenter la Chine comme une victime  de violents manifestants sinophobes. À l'inverse, l'ambassadeur de la république populaire de Chine au Royaume-Uni a accusé les médias britanniques, et plus largement les médias occidentaux, d'avoir diabolisé la Chine à l'occasion du relais de la flamme olympique. Le 13 avril, Xinhua accuse Libération d'avoir « interverti le vrai et le faux et [...] tenu à semer la discorde » au sujet du passage de la flamme olympique à Paris. « Donnons une claque cinglante à Libération », conclut l'agence de presse étatique chinoise
Le 17 avril, Xinhua dénonce « les reportages biaisés de la chaîne américaine CNN au sujet des émeutes de Lhassa et du relais de la torche olympique » . Le gouvernement chinois en outre demande à CNN de s'excuser pour les propos injurieux du commentateur Jack Cafferty qualifiant les Chinois de « cinglés » et dépeignant les produits chinois comme de « la camelote couverte de plomb », ainsi que pour avoir « tenté de monter le peuple chinois contre le gouvernement, ». Le Quotidien du peuple a également dénoncé ce qu'il décrit comme « la couverture biaisée des médias occidentaux » , et le Shanghai Daily pour sa part affirme que « des reportages biaisés dans les médias français au sujet de la Chine et des Jeux olympiques de Pékin ont provoqué l’indignation des internautes chinois » . En soutien au gouvernement chinois et pour protester contre le manque de neutralité des médias occidentaux de nombreuses manifestations ont été organisées à travers le monde, mais ont été peu couvertes par les médias occidentaux. Entre autres, une manifestation a attiré plus de 6 000 personnes sur la Colline du Parlement du Canada, le 13 avril 2008, plus de 1300 personnes devant les locaux de la BBC à Manchester et à Londres, 4 000 personnes à Paris et 5 000 personnes à Los Angeles ainsi que dans plusieurs autres pays.
La BBC a consacré un article aux différences entre les approches et perspectives choisies par les médias chinois et celles choisies par les médias occidentaux, ainsi que les différences entre les thématiques abordées et les manières de les interpréter. Au sujet du relais de San Francisco, par exemple, la BBC établit ainsi un contraste entre le point de vue du Washington Post, qui affirme que « les Chinois voient pour eux-mêmes que l’opinion publique mondiale trouve répugnante la politique étrangère cynique et amorale de leur gouvernement, au sujet du Soudan ou de la Birmanie, ainsi que sa répression de la minorité tibétaine », et celui du China Daily, qui au contraire met l'accent sur l'indignation de certains habitants de San Francisco face aux manifestations.

## Coordination des manifestations des Tibétains et de leurs supporteurs
Selon le journaliste Doug Saunders du journal canadien The Globe and Mail, les manifestations et perturbations qu'a connues le relais de la flamme olympique ont été en partie coordonnées par trois jeunes femmes (Kate Woznow, Lhadon Tethong et Freya Putt), qui se sont investies plusieurs années dans deux collectifs associatifs : le Réseau international pour le Tibet (ITSN) et Students for a Free Tibet. Quinze mois auparavant, le gouvernement en exil du dalaï-lama avait convoqué la Conférence internationale des groupes de soutien au Tibet à Bruxelles, où il fut décidé de focaliser les campagnes sur les Jeux Olympiques. Il s'agissait de la 5e Conférence internationale des groupes de soutien au Tibet, à laquelle le dalaï-lama dut renoncer à se rendre en raison de pressions du gouvernement belge. Plus de 150 associations membres de l'ITSN dans le monde reçurent des directives précises sur la conduite à tenir lors de l'organisation de manifestations sur le passage de la flamme six mois durant (en particulier ne pas recourir à la violence, réclamer l'autonomie et non l'indépendance du Tibet). 
Doug Saunders s’étonna que l’agence Chine nouvelle, citant son article, prétende que la Fondation Friedrich-Naumann, contrôlée par le gouvernement allemand, avait organisé une conférence à Bruxelles à laquelle aurait assisté le Département d'État des États-Unis et où l’ensemble du complot anti-chinois aurait été lancé. Un article de China Daily, citant Doug Saunders, prétendait que la même bande de militants soutenus par ces gouvernements avaient « planifié et organisé longtemps à l’avance » les « émeutes de Lhassa ». Doug Saunders déclara que son article initial avait peu de rapport avec les affirmations qui lui étaient prêtées par China Daily, et que la conférence de Bruxelles était un événement régulier des groupes de soutien au Tibet, et que ni le Département d'État ni aucun gouvernement n’y assista, qu’elle n'était pas organisée par la Fondation Friedrich-Naumann, qui n’était pas non plus contrôlée par le gouvernement allemand, ajoutant que les manifestations de relais de flamme qui avaient résulté de cette conférence étaient sans relation avec les émeutes et soulèvements à l’intérieur du Tibet.